# Binjee
Binjee is een bestuurslaag in het regentschap Aceh Utara van de provincie Atjeh, Indonesië. Binjee telt 870 inwoners (volkstelling 2010).